# 大和町八幡神社
大和町八幡神社（やまとちょうはちまんじんじゃ）は、東京都中野区大和町にある神社。

## 概要
1056年（天喜4年）に創建された。
永承年間（1046年～1053年）、源義家の軍勢が前九年の役出征のため当地に立ち寄った。義家は、この地で石清水八幡宮の遥拝所を設けて、戦勝祈願の祭祀を行った。その後、義家の武勲を慕う村人によって八幡神を祀る神社を設けたのが起源である。
境内には、丁髷をした狛犬が置かれている。

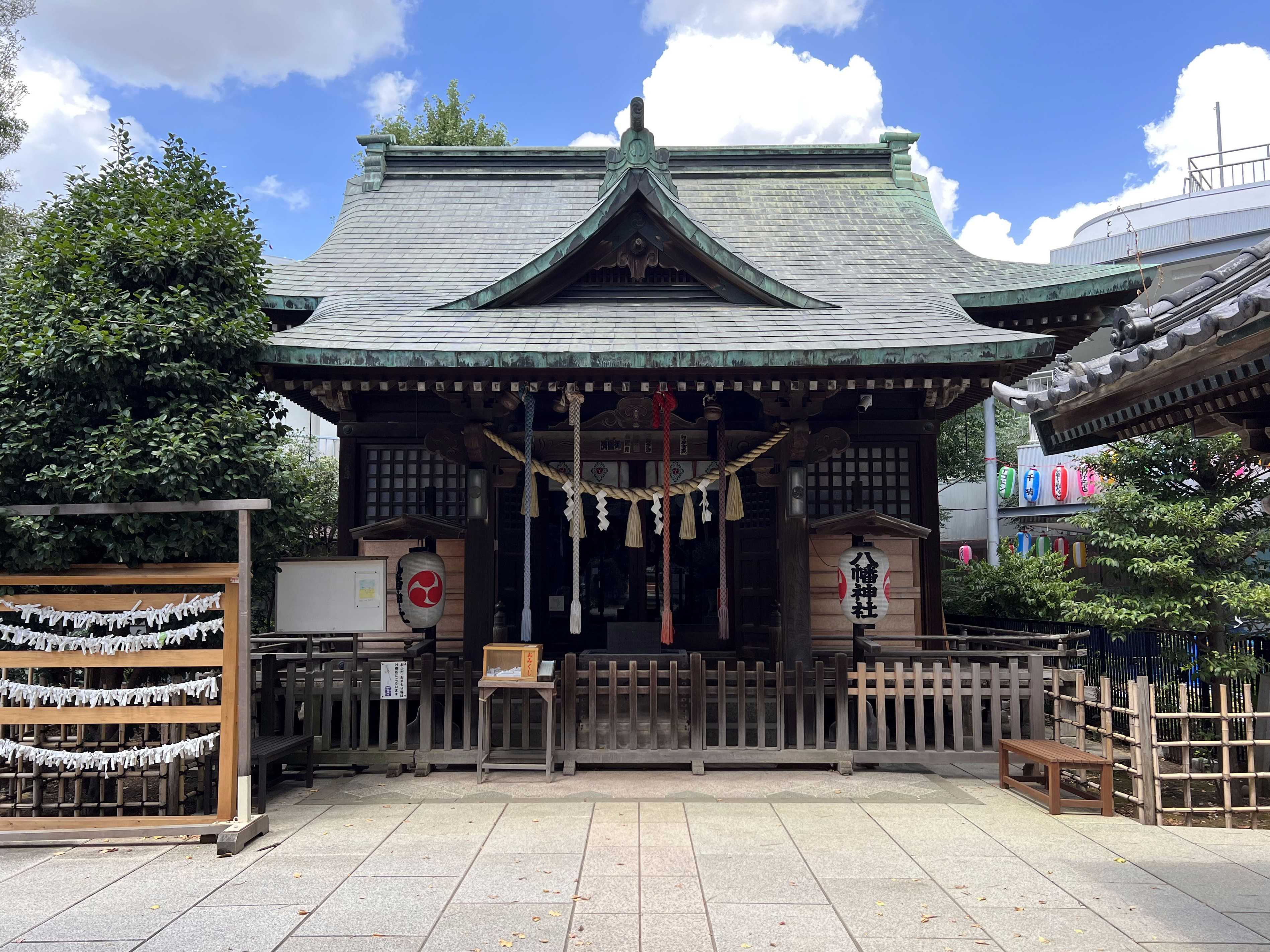
拝殿
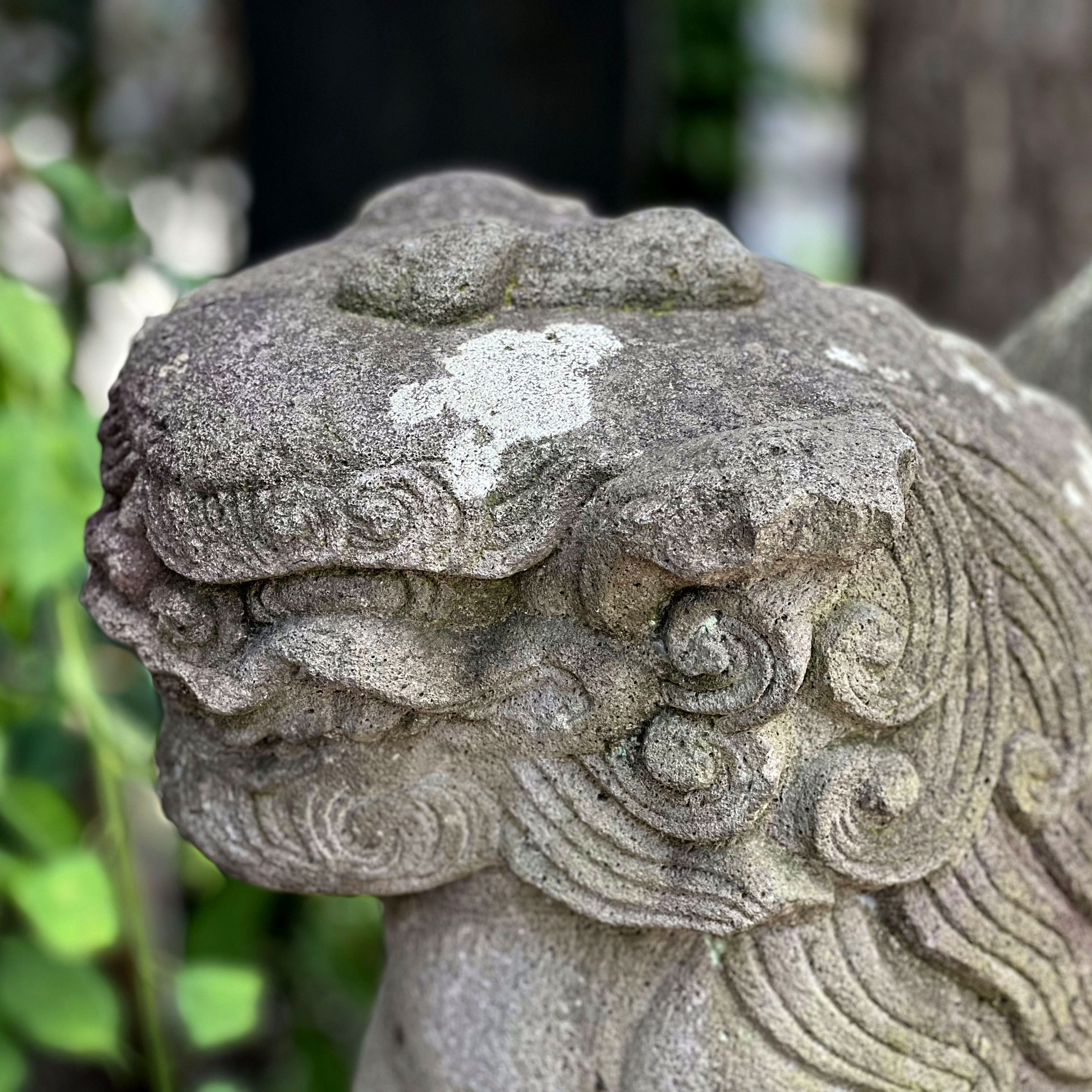
狛犬の丁髷

## 交通アクセス
- 西武新宿線野方駅より徒歩16分。
- 中野駅よりバス（関東バス中01系統 野方駅行き)「八幡前」下車徒歩5分